# Circoscrizioni elettorali del Senato della Repubblica
Le circoscrizioni elettorali del Senato della Repubblica sono rappresentate dalle regioni e, a partire dal 2006, dalla circoscrizione estero.

## Quadro normativo
Secondo quanto disposto dall'art. 57 della Costituzione, il Senato è eletto a base regionale, salvi i seggi assegnati alla circoscrizione estero: ciascuna regione, pertanto, costituisce una circoscrizione a sé stante.
L'elenco delle regioni è fissato dall'art. 131 della Costituzione. Secondo la formulazione originaria di tale previsione, l'Abruzzo e il Molise costituivano un'unica regione (Abruzzi-Molise), ma la legge costituzionale 27 dicembre 1963, n. 3 dispose poi la creazione di due distinte regioni.
Peraltro, la IV disposizione transitoria della Carta fondamentale prevedeva che, nelle prime elezioni politiche (ossia le elezioni del 1948), il Molise fosse considerato una regione a sé: in tale circostanza, pertanto, Abruzzo e Molise costituirono circoscrizioni separate, formando invece una circoscrizione unica dalle politiche del 1953 in avanti.
A partire dalle politiche del 1968, stante lo scorporo della regione Abruzzi-Molise stabilito nel 1963, le circoscrizioni, corrispondendo alle rispettive regioni, furono in tutto 20.
La circoscrizione estero, istituita dopo l'introduzione del voto degli italiani residenti all'estero, divenne operativa a decorrere dalle politiche del 2006.
La ripartizione dei seggi tra le regioni è effettuato in proporzione alla popolazione, quale risulta dall'ultimo censimento generale, sulla base dei quozienti interi e dei più alti resti; in ogni caso, nessuna regione può avere un numero di senatori inferiore a sette, salvo il Molise (che ne ha due) e la Valle d'Aosta (che ne ha uno e che costituisce, dunque, un collegio uninominale). I seggi della circoscrizione estero sono invece fissati dalla Costituzione e ammontano a 4 (prima della riforma costituzionale del 2020, ammontavano a 6).

## Lista
| Regioni               | Circoscrizioni        | Mappa |
| --------------------- | --------------------- | ----- |
| Piemonte              | Piemonte              |       |
| Valle d'Aosta         | Valle d'Aosta         |       |
| Lombardia             | Lombardia             |       |
| Trentino-Alto Adige   | Trentino-Alto Adige   |       |
| Veneto                | Veneto                |       |
| Friuli-Venezia Giulia | Friuli-Venezia Giulia |       |
| Liguria               | Liguria               |       |
| Emilia-Romagna        | Emilia-Romagna        |       |
| Toscana               | Toscana               |       |
| Umbria                | Umbria                |       |
| Marche                | Marche                |       |
| Lazio                 | Lazio                 |       |
| Abruzzo               | Abruzzo               |       |
| Molise                | Molise                |       |
| Campania              | Campania              |       |
| Puglia                | Puglia                |       |
| Basilicata            | Basilicata            |       |
| Calabria              | Calabria              |       |
| Sicilia               | Sicilia               |       |
| Sardegna              | Sardegna              |       |
| Estero                | Estero                |       |